# (3059) Pryor
(3059) Pryor es un asteroide perteneciente al cinturón de asteroides, descubierto el 3 de marzo de 1981 por Schelte John Bus desde el Observatorio de Siding Spring, Nueva Gales del Sur, Australia.

## Designación y nombre
Designado provisionalmente como 1981 EF23. Fue nombrado Pryor en honor al astrónomo estadounidense Carlton P. Pryor.